# Клод Естебан
Клод Естебан (на френски: Claude Esteban) е френски поет, преводач и есеист.

## Биография
Роден е на 26 юли 1935 г. в Париж. Баща му е испанец, а майка му французойка.
Сътрудничи на списанията и издателствата Меркюр дьо Франс и Нувел ревю франсез. С подкрепата на Рене Шар през 1973 г. основава списанието за литература и изкуство „Глина“ (на френски: Argile), което издава до 1981 г.
Негова съпруга е художничката Денис Естебан (1926-1986).
Умира на 10 април 2006 г. в Париж.
На български език негов преводач е Николай Кънчев.

## Творчество
Първата си стихосбирка публикува през 1968 г.
В негови преводи френската публика чете произведения на Вергилий, Луис де Гонгора, Франсиско Кеведо, Хорхе Гилен, Федерико Гарсиа Лорка, Сесар Валиехо, Октавио Пас, Хорхе Луис Борхес, Фернанду Песоа, Алехандра Писарник, Пере Жимферер.
Автор е на есета за Диего Веласкес, Ел Греко, Рембранд, Мурильо, Караваджо, Франсиско Гоя, Клод Лорен, Жорж Брак, Марк Шагал, Джакомети, Моранди, Франсис Бейкън, Едуардо Чилида, Пабло Паласуело, Жан Дюбюфе, Едуард Хопър, Раул Юбак, Пиер Алешински и други художници.

## Награди
- 1984 – Награда „Маларме“ – за книгата Conjoncture du corps et du jardin
- 1991 – Награда „France Culture“ – за книгата Soleil dans une pièce vide
- 1997 – Голямата награда за поезия на Обществото на литераторите (Grand prix de poésie de Société des gens de lettres) – за цялостно творчество
- 2001 – Награда „Гонкур“ за поезия – за цялостно творчество